# Tutwiler
Tutwiler è una città (town) degli Stati Uniti d'America, situata nella contea di Tallahatchie, nello Stato del Mississippi.